# Ӥ
Das Ӥ (Kleinbuchstabe ӥ) ist ein Buchstabe des kyrillischen Alphabets, bestehend aus einem И mit Trema. Er wird in der udmurtischen Sprache genutzt und hat dort den Lautwert i. 

## Zeichenkodierung
| Standard  | Standard    | Majuskel Ӥ                               | Minuskel ӥ                             |
| --------- | ----------- | ---------------------------------------- | -------------------------------------- |
| Unicode   | Codepoint   | U+04E4                                   | U+04E5                                 |
| Unicode   | Name        | CYRILLIC CAPITAL LETTER I WITH DIAERESIS | CYRILLIC SMALL LETTER I WITH DIAERESIS |
| UTF-8     | UTF-8       | D3 A4                                    | D3 A5                                  |
| XML/XHTML | dezimal     | &#1252;                                  | &#1253;                                |
| XML/XHTML | hexadezimal | &#x04E4;                                 | &#x04E5;                               |